# كوايهيوكو (تشيلي)
كوايهيوكو (بالإسبانية: Coihueco) هي بلدية تقع في تشيلي في Ñuble Province. يقدر عدد سكانها بـ 25,159 نسمة ومساحتها 1,776.6 كم2 وترتفع عن سطح البحر 325 متر.